# Micronephthys maryae
Micronephthys maryae är en ringmaskart som beskrevs av San Martin 1982. Micronephthys maryae ingår i släktet Micronephthys och familjen Nephtyidae. Inga underarter finns listade i Catalogue of Life.